# Ретра
Ретра, Ридегост, Радогост, Радогощ (лат. Rethra, пол. Radogoszcz) — древний славянский город-крепость, а также религиозный центр — место расположения языческого храма бога Радегаста, пребывания оракулов, проведения религиозных обрядов. Располагался в землях одного из племен полабских славян, ратарей.

## Описание
Согласно Гельмольду фон Бозау, город стоял на острове посреди глубокого озера, с противоположным берегом был соединен бревенчатым мостом:

«За медленно текущей Одрой и разными племенами поморян, на западе мы встречаем страну тех винулов, которые называются доленчанами и ратарями. „Их город повсюду известен, Ретра, центр идолопоклонства. Здесь выстроен большой храм для богов. Главный из них — Редегаст. Идол его сделан из золота, ложе из пурпура. В этом городе девять ворот, и со всех сторон он окружен глубоким озером. Для перехода служит деревянный мост, но путь по нему открыт только для приносящих жертвы и испрашивающих ответы“…»

Титмар Мерзебургский в своей Хронике, кн. VI, упоминает «в округе ратарей некий город под названием Ридегост», который обычно отождествляют с Ретрой.

«… В городе нет ничего, кроме искусно сооружённого из дерева святилища, основанием которого служат рога различных животных. Снаружи, как это можно видеть, стены его украшают искусно вырезанные изображения различных богов и богинь. Внутри же стоят изготовленные вручную идолы, каждый с вырезанным именем, обряженные в шлемы и латы, что придаёт им страшный вид. Главный из них зовётся Сварожич (Zuarasici); все язычники уважают и почитают его больше, чем остальных. Знамёна их также никогда не выносятся оттуда, за исключением разве что военной необходимости; причём вынести их могут только пешие воины.»

И затем описывает службы и гадания в этом храме:

24. Для тщательной заботы о святилище местными жителями назначены особые служители. Когда они собираются там, чтобы принести жертву идолам или смягчить их гнев, те сидят, тогда как остальные стоят рядом; тайно перешептываясь друг с другом, они с трепетом копают землю, и, бросив жребий, узнают истину в делах, вызывающих сомнение. Окончив это, они покрывают жребий зелёным дёрном, и, воткнув в землю крест-накрест 2 остроконечных копья, со смиренным послушанием проводят сквозь них коня, который считается наибольшим среди прочих и потому почитается, как священный; несмотря на брошенный уже жребий, наблюдаемый ими ранее, через это, якобы божественное животное они вторично проводят гадание. И если в обоих случаях выпадает одинаковый знак, задуманное приводится в исполнение; если же нет, опечаленный народ отказывается от затеи. Старинное, опутанное различными суевериями, предание свидетельствует, что когда им угрожает страшная опасность длительного мятежа, из названного моря выходит огромный вепрь с белыми, блестящими от пены, клыками, и с радостью валяясь в грязи, являет себя многим.
25. Сколько округов в тех краях, столько там и храмов, в каждом из которых почитается неверными идол того или иного демона. Причём вышеупомянутый город занимает среди них особое положение. Отправляясь на войну, они прощаются с ним, а с успехом вернувшись, чтят его положенными дарами; путём жребия и коня, как я уже говорил, они старательно выясняют, что служители должны принести в жертву богам. Особо сильный гнев их смягчается кровью животных и людей."

Согласно сообщениям историков XVIII века, Ретра была разрушена дважды. В первый раз это произошло в 955 году во время правления императора Оттона I, когда город был разрушен, храм снесен, статуя Радегаста вместе со всеми сокровищами подарены епископу Бранденбургской марки. Во второй раз, в годы правления Генриха Льва, город был окончательно уничтожен.

## Прилвицкие идолы
Точное местоположение города пока не установлено, согласно предположениям, он находился на территории современной немецкой земли Мекленбург — Передняя Померания. В конце XVIII века считалось, что Ретра была обнаружена возле деревни Прилвиц (ныне входит в коммуну Хоэнцириц), более того полагали, что в 1690-х годах там были найдены бронзовые фигурки богов и обрядовые предметы из Ретринского храма, покрытые в соответствии с описанием Титмара славянскими руническими письменами. Однако в настоящее время академическая наука считает эти фигурки поддельными, энтузиасты же восстановления славянской мифологии и истории, напротив, настаивают на независимом и всестороннем обследовании Прильвицких идолов.